# Каркаралинский национальный парк
Каркаралинский государственный национальный природный парк (каз. Қарқаралы мемлекеттік ұлттық табиғи паркі) — национальный парк Казахстана, расположенный в Карагандинской области. Входит в число особо охраняемых природных территорий Казахстана. Природоохранная ценность региона обусловлена исключительным для Центрального Казахстана разнообразием ландшафтов.
Организован постановлением Правительства РК за № 212 от 1 декабря 1998 года. Постановлением Правительства Республики Казахстан «О некоторых вопросах отдельных особо охраняемых природных территорий Карагандинской области» от 6 февраля 2009 года № 122 территория парка была расширена с 90 323 га до 112 120 га.

## Геология
Каркаралинская пещера

## Флора

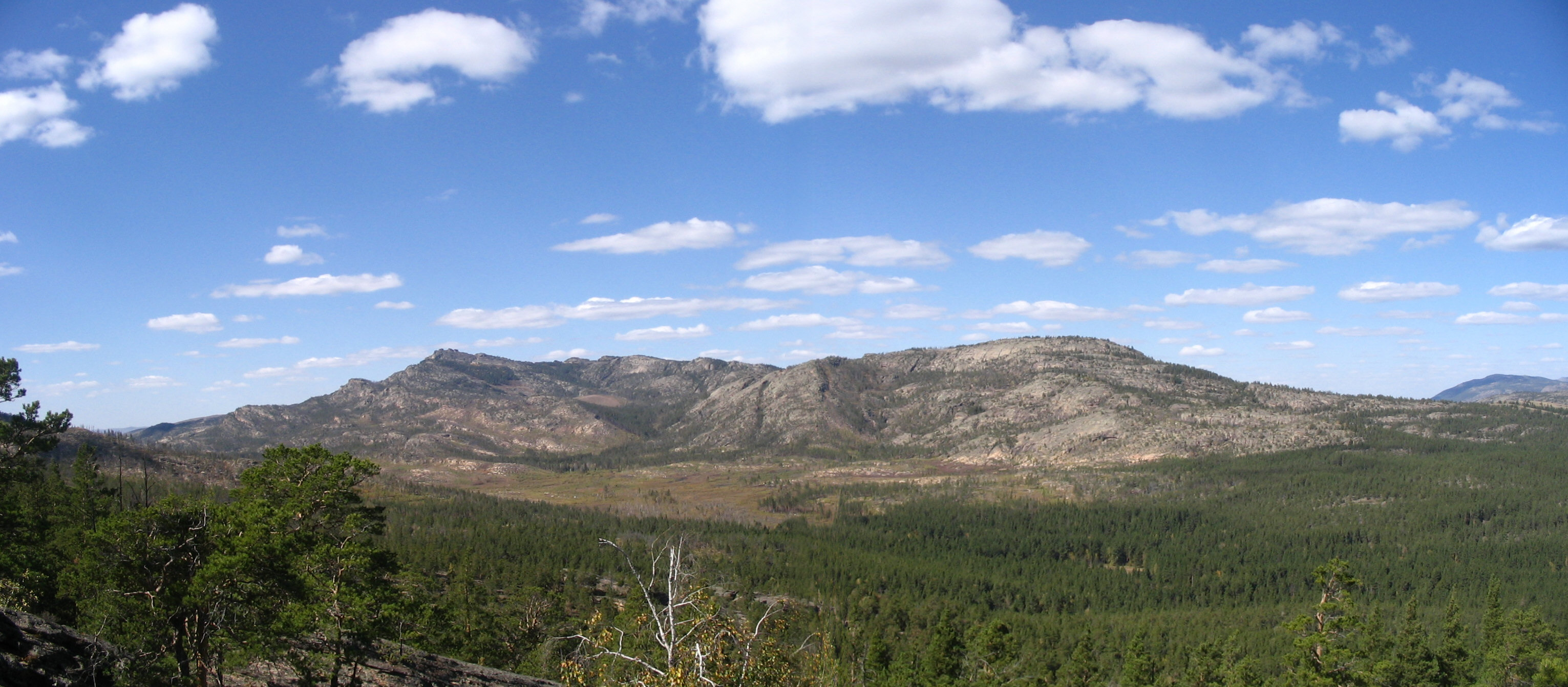

Основные лесообразующие породы: сосна, берёза, осина, ива, можжевельник.
Особенностью флоры является большое наличие реликтовых растений ледникового периода, редких и исчезающих видов растений — 66 видов.
Растения занесённые в Красную книгу: барбарис Каркаралинский, мох сфагнум.

## Фауна
На территории национального парка обитает 2 вида амфибий, 6 видов рептилий, 46 видов млекопитающих и около 234 видов птиц. Широко распространены краснощёкий суслик, серый сурок, степная мышовка, большой тушканчик, обыкновенный хомяк, красная полевка, ондатра, лесная мышь и др. Встречаются волк, лиса, барсук, горностай, ласка, рысь, лось, кабан, марал и др.

## Климат

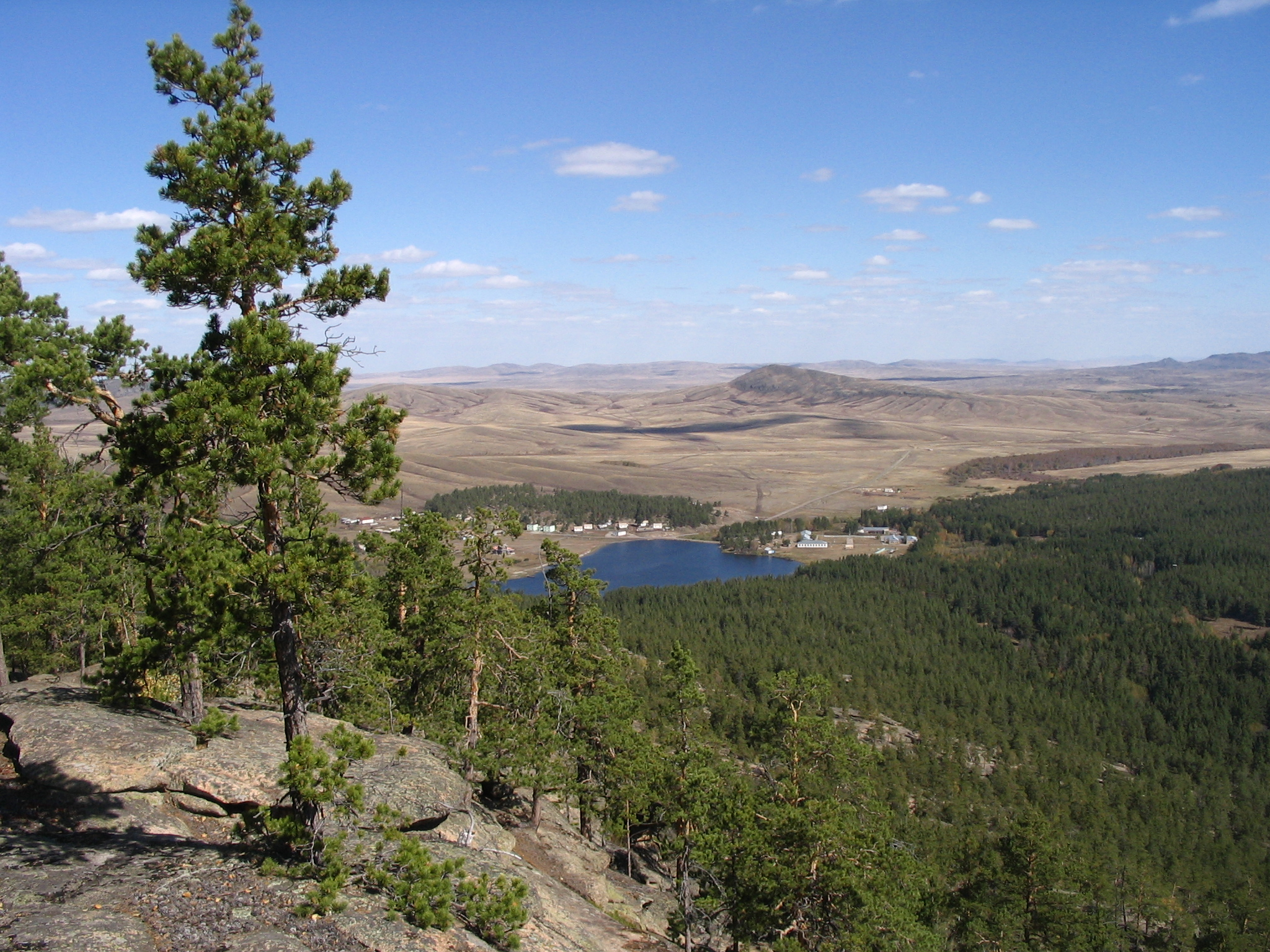

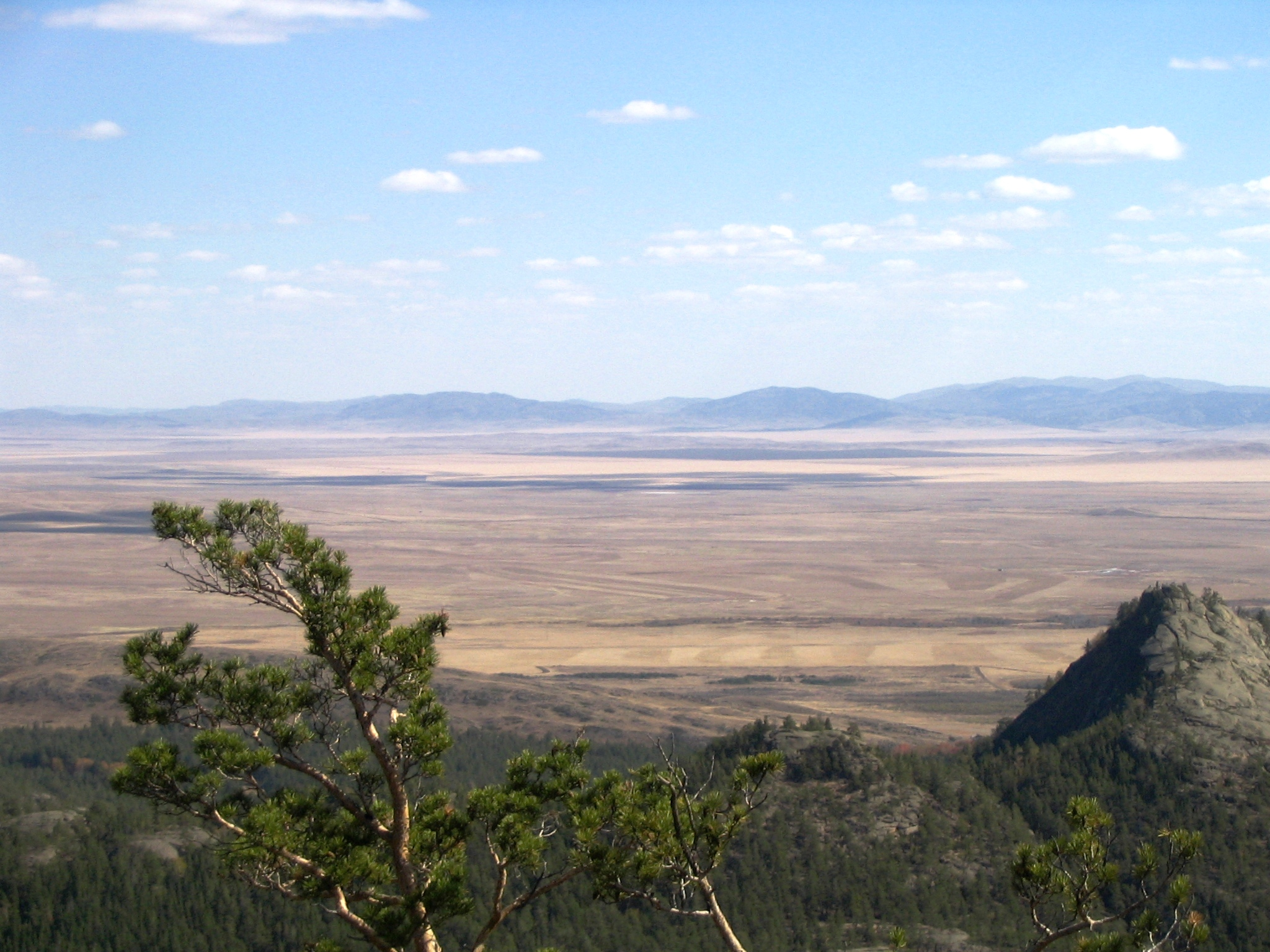

Климат Каркаралинского национального парка более умеренный, чем на окружающей территории.
Средняя годовая температура воздуха — 2 градуса тепла.
В июле она составляет в среднем +18, +20 градусов, в январе −12, −15 градусов.

## Археологические памятники
На территории Кентских гор известно большое количество археологических памятников разных эпох:
- Поселение Кент, датируется эпохой финальной бронзы. Здесь исследованы жилища, культовые постройки и остатки древнего металлургического комплекса. Крупные размеры поселения, а также ряд других признаков позволяют считать Кент протогородом. Поселение относится к бегазы-дандыбаевской культуре. [3]
- Кызылкентский дворец - остатки буддийского монастыря XVII века.[4][5]
- Могильник Талды II, в котором было найдено большое количество золотых изделий, расположен у подножия Кентских гор.
- Менее известные памятники: могильник эпохи бронзы и раннего железного века Енбек-Суйгуш, поселение эпохи бронзы Донгал[6], поселение неолита-эпохи бронзы Домалактас и др. [7]